# YUM!-TUK!
YUM!-TUK!（やみつき）は、日本の女性アイドルグループ。2023年11月26日に結成され、芸能プロダクション「ワンダーヴィレッジ」に所属している。

## 概要
JUNON創刊50周年を記念して開催された「第1回ジュノン・スーパーアイドル・コンテスト」で選ばれた9人により結成。サウンドプロデューサーは、岡村洋佑が担当。
グループ名の由来は「YUM!（ヤミー：美味しい）」と「TUK!（ツキ：幸運）」を掛け合わせた造語で、「きっとあなたもやみつき!」になる魅力をコンセプトに活動している。

## メンバー

### 現メンバー
| 名前       | 誕生日   | 出身地   | メンバーカラー |
| ---------- | -------- | -------- | -------------- |
| 平真帆     | 10月20日 | 北海道   | 白             |
| 齊藤ハルセ | 3月20日  | 神奈川県 | 赤             |
| 上園梨々花 | 8月11日  | 山梨県   | ピンク         |
| 凪沙茉莉果 | 8月1日   | 福井県   | 青             |
| 末永澪璃   | 2月17日  | 東京都   | 水色           |
| 佐々木宝   | 7月20日  | 静岡県   | オレンジ       |

### 旧メンバー
| 名前     | 誕生日  | 出身地 | メンバーカラー | 卒業・脱退日  |
| -------- | ------- | ------ | -------------- | ------------- |
| 藍澤美風 | 4月10日 | 兵庫県 | 紫             | 2024年7月13日 |
| 羽原実優 | 2月9日  | 長野県 | 緑             | 2025年2月2日  |
| 和泉瑠華 | 3月24日 | 滋賀県 | 黄色           | 2025年6月29日 |

## 作品
| # | 発売日        | タイトル                     |
| - | ------------- | ---------------------------- |
| 1 | 2024年5月2日  | S.O.S                        |
| 2 | 2024年6月13日 | マイヒロ                     |
| 3 | 2024年7月27日 | with you / MIX JUICE         |
| 4 | 2025年1月19日 | YUM!-TUK! ANTHEM             |
| 5 | 2025年2月17日 | ちょっとちょっとチョコレート |